# Pont de Courcelles-sur-Seine
Le pont dit de Courcelles relie Courcelles-sur-Seine à Aubevoye.
Le lieu d'édification de ce pont est chargé d'histoire : il a été décidé de le détruire le dimanche 9 juin 1940 à 14 h 30 à des fins tactiques.
Le franchissement de la Seine par les troupes allemandes a cependant eu lieu, au prix du sacrifice de soldats morts pour la France.

## Historique du lieu

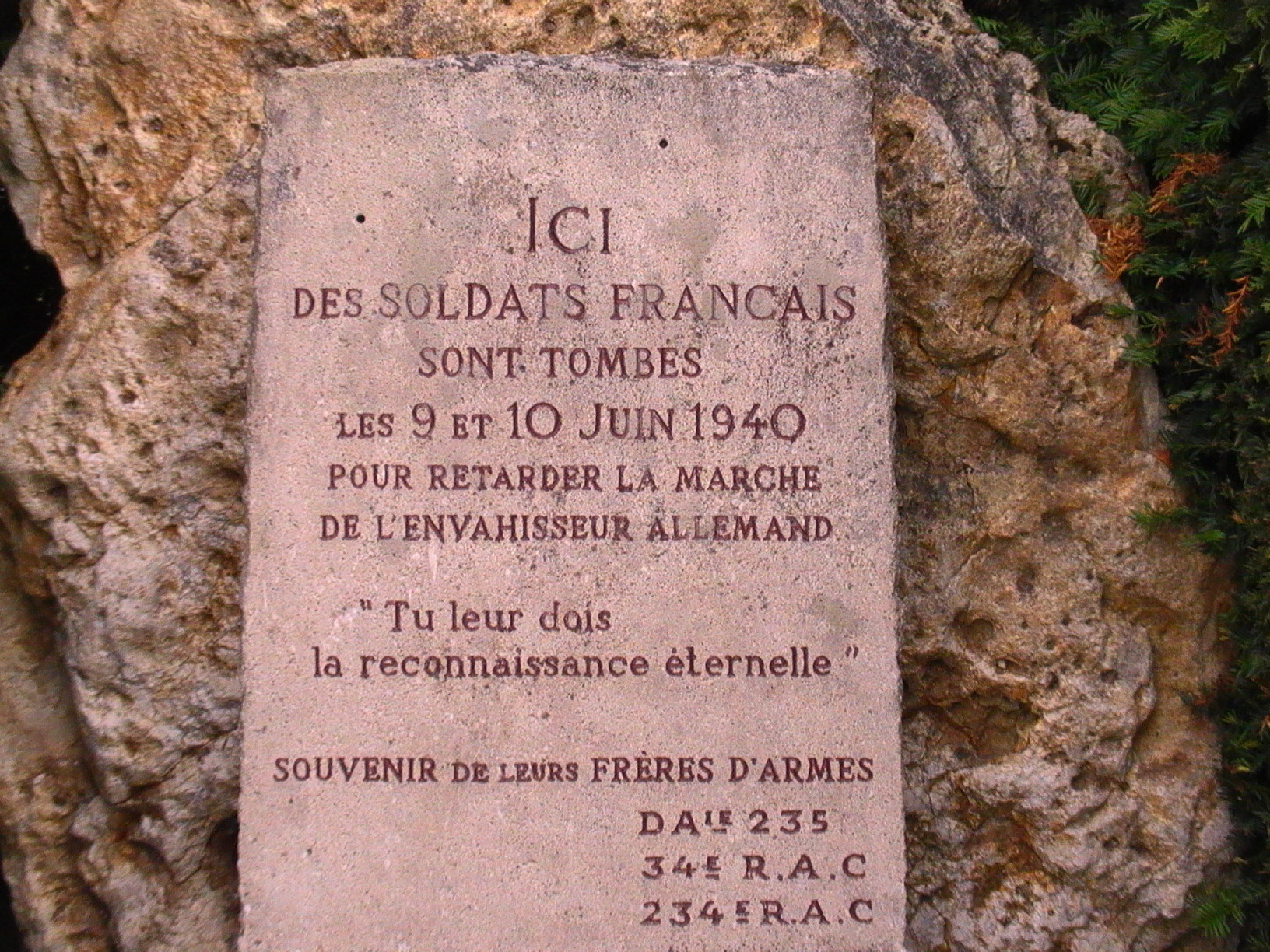
Stèle en hommage aux
soldats tombés pour la défense
du pont les 9 et 10 juin 1940.

Lors du conflit franco-prussien de 1870, c'est le pont de 1845, dit « pont de la Maison-Rouge », conçu par les frères Escarraguel qui existe. Il s'agissait d'un pont suspendu en fil de fer (voir le premier pont de 1844 Saint-Michel à Toulouse, faute de cliché disponible), pourvu de trois travées, d'une longueur de 207 m et d'une largeur de tablier de 6,40 m. Ce pont, à péage, s'ouvre à la circulation le 26 avril 1846. Il est détruit le 14 octobre 1870 afin de retarder l'avance prussienne.
En considération de l'importance stratégique du lieu entre 1940 et 1945, l'occupant monte rapidement un pont provisoire métallique dès le 27 octobre 1941. Détruit à nouveau en 1944, les Alliés y installent à nouveau un pont provisoire de type Bailey en juin 1945, qui eut une longue utilité.
Un ouvrage antérieur, à quelques dizaines de mètres de l'emplacement actuel, fut un pont en pierre à cinq arches. Commencé en 1872, l'effondrement de la quatrième pile le 14 novembre 1873 contraria l'inauguration prévue pour le 27. À partir de l'été 1874, tout est repris de zéro. En 1875, c'est un pont en pierre de 200 m de portée et reposant sur six piles qui fut édifié et d'usage exempt de redevances.
Antérieurement encore, c'est par un bac que s'effectuait le franchissement. À Aubevoye, la maison du passeur est longtemps restée connue sous le nom de « Maison Rouge ».

## Descriptif

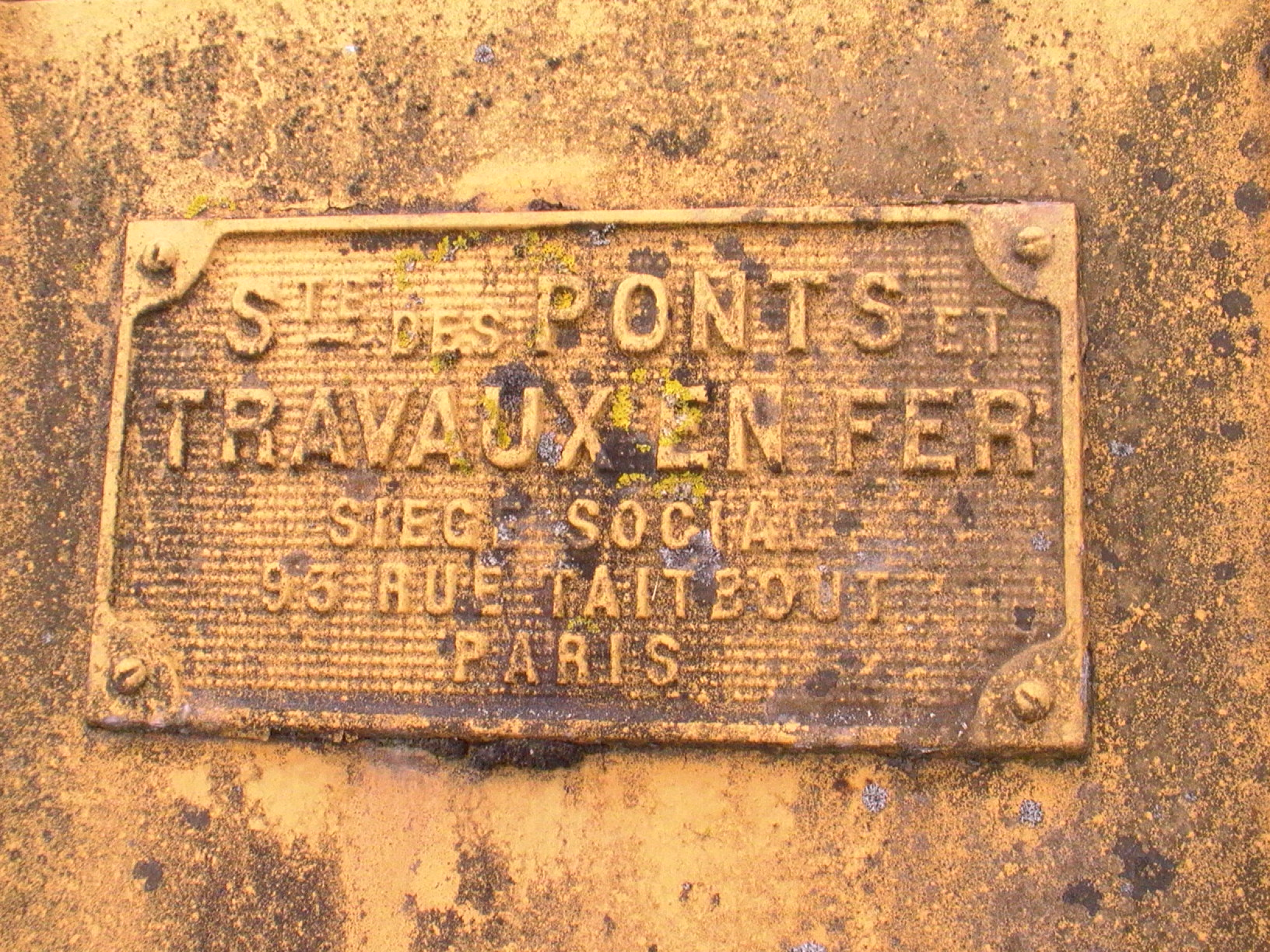
Plaque du concepteur fabricant.

Il permet le passage à deux voies de circulation pour automobiles ainsi que de deux trottoirs. La vitesse est limitée à 50 km/h.
Sa présence permet la continuité de la D 316 de l'axe Évreux - Les Andelys.
L'ouvrage actuel a été conçu et posé par la société des ponts et travaux en fer (SPTF).

## Trafic
En novembre 2024, soit à la veille du commencement de lourds travaux d'entretien qui vont se tenir sur l'ensemble de l'année 2025, une mesure établit le trafic à 8 000 véhicules jour dont 550 poids lourds.